# HMS Monmouth (1901)
L'HMS Monmouth  va ser un creuer cuirassat de la Royal Navy amb un desplaçament de 9.800 tones. Va ser enfonsat a la batalla de Coronel, a les costes de Xile, l'any 1914.
Va ser construït l'any 1901 amb un armament principal format per 14 canons de tir ràpid de 6 polzades, aquest armament era lleuger en comparació amb altres creuers cuirassats. A més a més bona part dels canons situats al buc es trobaven tan a prop de la línia de flotació que no es podien utilitzar amb la mar moguda. El blindatge també era relativament lleuger per la tipologia de vaixell i, tal com es va demostrar, era fàcilment penetrable pels projectis d'artilleria. Va servir a l'Estació de la Xina entre 1906 i 1913, passant a la Flota de Reserva el gener de 1914.

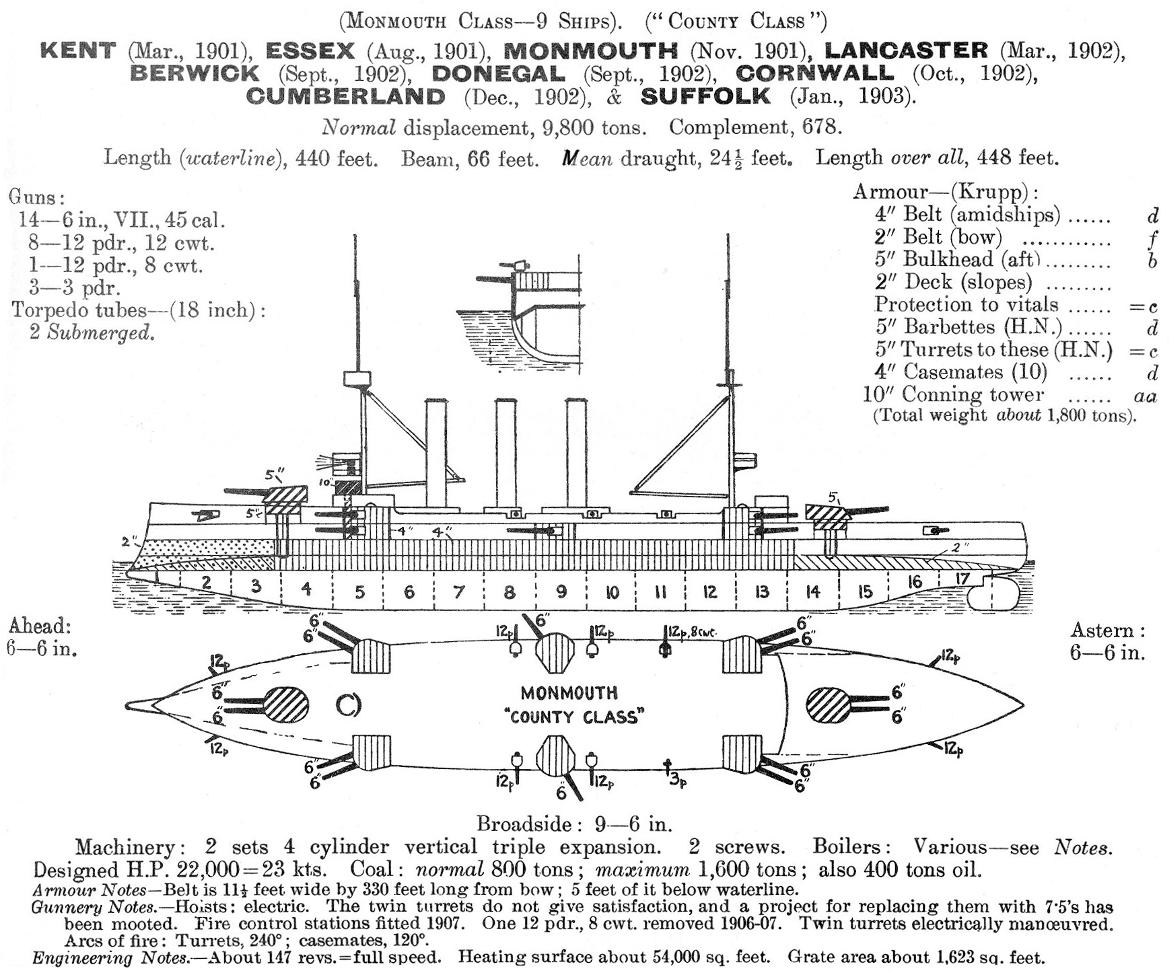
Plànol dels creuers de classe Monmouth

En esclatar la Primera Guerra Mundial va tornar al servei actiu com a part del 4t Esquadró de Creuers (o de les Índies Orientals) sota el comandament de l'almirall Sir Christopher Cradock. Va participar en la batalla de Coronel a les costes de Xile l'1 de novembre de 1914. Sobrepassat pels adversaris i amb una tripulació inexperta va ser danyat i finalment enfonsat. Es va trobar en una situació de desavantatge degut a les condicions ambientals, amb el temps tempestuós evitant que pogués utilitzar parts dels canons. A l'inici de la batalla projectils dels canons principals de calibre 21 cm de l'SMS Gneisenau van penetrar el blindatge de la torreta d'artillera de proa destruint el canó i provocant un incendi. Altres impacte van provocar greus danys que el van obligar a abandonar la línia de batalla. Quan va ser clar que el Monmouth estava fora de combat el Gneisenau va canviar d'objectiu atacant l'HMS Good Hope. Poc després el Monmouth va ser atacat pel creuer lleuger SMS Nürnberg, comandat pel Kapitän zur See Karl von Schönberg, que el va acabar d'enfonsar amb 75 trets dels canons de 105 mm a curt abast. Tant el Monmouth com el Good Hope van ser enfonsats amb unt total de 1.570 baixes (no hi va haver cap supervivent).